# Vasaloppet 1994
Vasaloppet 1994 avgjordes  6 mars, 1994 och var den 70:e upplagan av Vasaloppet. Loppet vanns av Jan Ottosson som tog sin fjärde och sista seger. Men det var Staffan Larsson som satte färg på detta lopp genom att staka sig fram i loppet på grund av en knäskada. Han ledde loppet från Mångsbodarna till Hökberg. Då kom Ottosson och norrmännen i kapp.

## Resultat
Not: Pl = Placering, Nr = Startnummer, Tid = Sluttid
| Pl. | Nr | Namn                 | Klubb/Land | Tid     | Diff    |
| --- | -- | -------------------- | ---------- | ------- | ------- |
| 1   |    | Jan Ottosson         | Åsarna IK  | 4:06:19 | + 00.00 |
| 2   |    | Sture Sivertsen      | Norge      | 4:06:39 | + 00.20 |
| 3   |    | Vidar Löfshus        | Norge      | 4:08:12 | + 01.53 |
| 4   |    | Erling Jevne         | Norge      | 4:09:20 | + 03.01 |
| 5   |    | Staffan Larsson      | IFK Mora   | 4:10:14 | + 02.55 |
| 6   |    | Sven-Erik Danielsson | Dala-Järna | 4:12:11 | + 05.52 |
| 7   |    | Walter Mayer         | Österrike  | 4:12:22 | + 06.03 |